# 肉とポテトのパイ
肉とポテトのパイは、イギリスで食べられている肉とジャガイモを使ったパイ。パン屋などで購入できる。